# Heidi Heitkamp

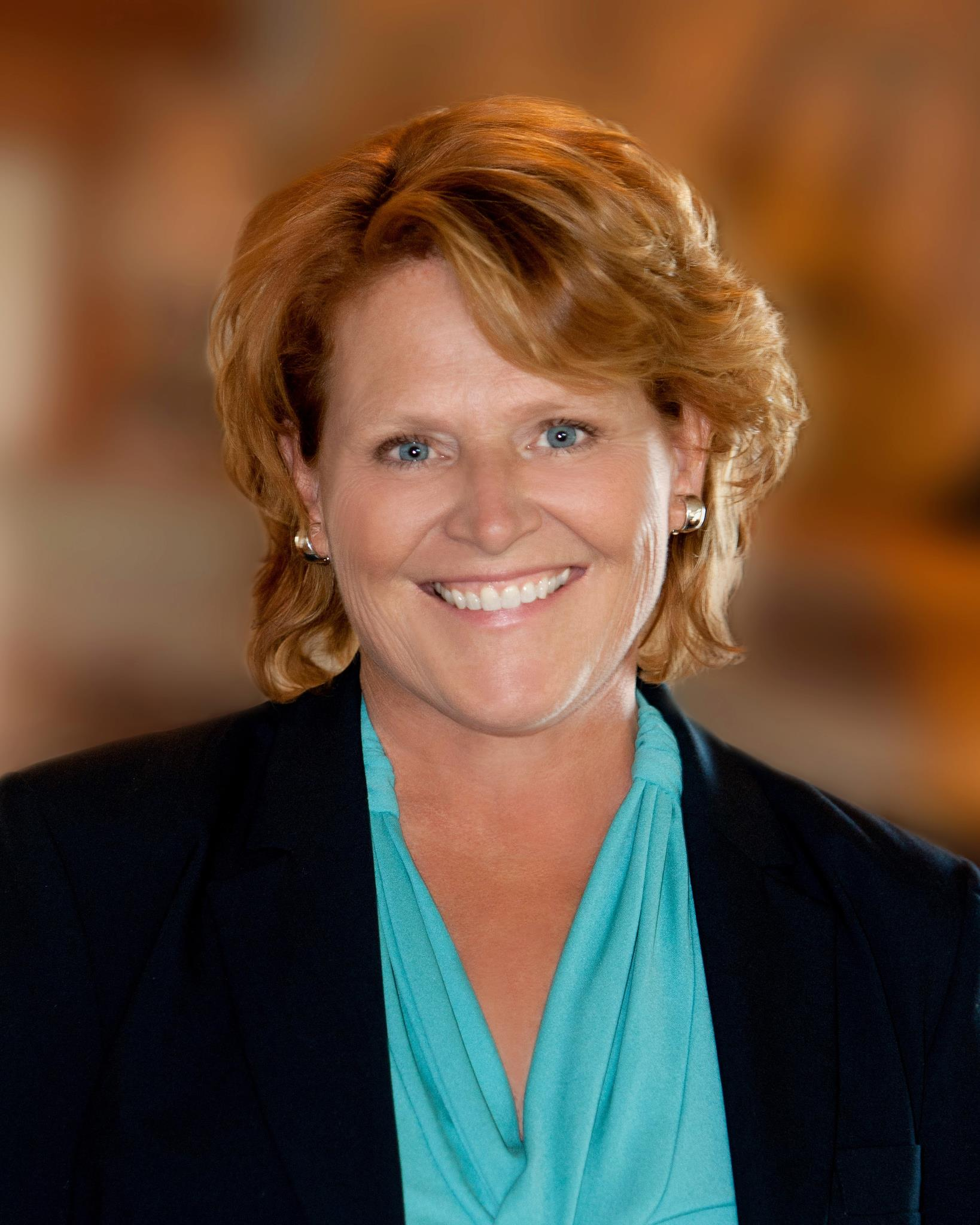
Heidi Heitkamp (2013)

Mary Kathryn „Heidi“ Heitkamp (* 30. Oktober 1955 in Breckenridge, Minnesota) ist eine amerikanische Politikerin der Demokratischen Partei. Von 1993 bis 2000 übte die Juristin das Amt des Justizministers (Attorney General) im Bundesstaat North Dakota aus. Von 2013 bis 2019 vertrat sie als Nachfolgerin Kent Conrads ihren Bundesstaat im Senat der Vereinigten Staaten und schied nach ihrer Niederlage bei der Wahl 2018 aus dem Senat aus.

## Familie, Ausbildung und Beruf
Heidi Heitkamp ist die Tochter von Ray und Doreen Heitkamp, eines Bauarbeiters und Schulhausmeisters und einer Köchin. Als vierte von sieben Geschwistern wuchs sie in der Kleinstadt Mantador im Südosten des Bundesstaates North Dakota auf.
Nach dem Abschluss ihrer Schulausbildung besuchte Heitkamp ab 1973 die University of North Dakota in Grand Forks, wo sie 1977 den Bachelor of Arts erwarb. Sie arbeitete neben dem Studium und machte politische Praktika, 1976 in Washington, D.C. und 1977 in Bismarck, der Hauptstadt North Dakotas. Es folgte 1980 der Juris Doctor von der Lewis & Clark Law School in Portland. Von 1980 bis 1981 war sie als Juristin bei der Environmental Protection Agency beschäftigt. 1981 zog sie zurück nach Bismarck und übte diese Funktion für das Büro des Steuerbeauftragten (Tax Commissioner) North Dakotas Kent Conrad aus.
Heitkamp ist mit Darwin Lange verheiratet, der als Hausarzt in ihrem Wohnort Mandan praktiziert. Sie haben zwei Kinder.

## Politische Laufbahn

### Wahlämter in North Dakota
Heitkamp verlor ihre erste Kandidatur für ein politisches Amt 1984 mit 46 Prozent der Stimmen, als sie gegen den republikanischen Amtsinhaber Robert W. Peterson für den Posten des State Auditor North Dakotas unterlag.
Als Tax Commissioner Kent Conrad 1986 zurücktrat, um für den US-Senat zu kandidieren, wurde Heitkamp am 2. Dezember 1986 zu seiner Nachfolgerin ernannt. Sie gewann die anschließende Wahl für seine Nachfolge im November 1988 mit 66 Prozent der Stimmen. Der Steuerbeauftragte gehört zur Verwaltungsspitze von North Dakota und ist seit 1940 ein Wahlamt. Heitkamp verblieb auf diesem Posten, bis sie 1992 zur Nachfolgerin von Nicholas Spaeth als Attorney General ihres Staates gewählt wurde. 1996 wurde sie von den Wählern bestätigt. In ihrer achtjährigen Amtszeit legte sie besonderes Augenmerk auf die Aktivitäten der Tabakhersteller und schränkte unter anderem deren Werbemöglichkeiten ein. Gemeinsam mit den Attorneys General mehrerer anderer Bundesstaaten verklagte sie deshalb Unternehmen der Tabakindustrie, die zu Strafzahlungen in Höhe von 336 Millionen Dollar zugunsten North Dakotas verurteilt wurden.
Im Jahr 2000 bewarb sich Heidi Heitkamp um das Amt des Gouverneurs von North Dakota. Auf republikanischer Seite verzichtete Amtsinhaber Ed Schafer auf eine erneute Kandidatur. An seiner Stelle wurde John Hoeven, CEO der Bank of North Dakota, nominiert. Heitkamp, bei der während des Wahlkampfes eine Brustkrebserkrankung diagnostiziert wurde, unterlag ihrem Kontrahenten mit 45 zu 55 Prozent der Stimmen.
Nach dieser Wahlniederlage und dem Ausscheiden aus dem Amt des Attorney General war Heitkamp von 2001 bis 2012 Mitglied im Board of Directors der Dakota Gasification Company, die aus Kohle Gas und synthetische Kraftstoffe herstellt.

### Kandidaturen für den US-Senat
Auf eine Kandidatur für die Nachfolge von US-Senator Byron Dorgan verzichtete sie bei der Wahl 2010 nach kurzer Bedenkzeit; sie wäre dabei erneut auf John Hoeven getroffen, der die Wahl gegen den Demokraten Tracy Potter klar gewann.
Im November 2011 gab sie ihre Absicht bekannt, sich um die Nachfolge des nicht erneut kandidierenden US-Senators Kent Conrad zu bewerben. Zum Kandidatenkreis zählten außerdem der ehemalige Kongressabgeordnete Earl Pomeroy und ihr eigener Bruder Joel Heitkamp, ein Radiomoderator, der früher Mitglied des Senats von North Dakota gewesen war. Alle anderen potenziellen Bewerber verzichteten letztlich, sodass eine innerparteiliche Vorwahl hinfällig wurde. Heitkamp setzte sich am 6. November 2012 mit 50,2 zu 49,3 Prozent der Stimmen gegen den republikanischen Kongressabgeordneten Rick Berg durch, der in den meisten Umfragen über einen Vorsprung verfügt hatte. Ihr Sieg im zunehmend konservativer werdenden North Dakota – in dem zeitgleich der republikanische Präsidentschaftskandidat Mitt Romney mit 20 Prozent Vorsprung vor Barack Obama gewann – wird ihrer persönlichen Beliebtheit und ihrem Versprechen zugeschrieben, sich für überparteiliche Problemlösungen zu engagieren. Sie hatte sich insbesondere in Energiefragen während des Wahlkampfs von Präsident Obama abgesetzt.

### US-Senatorin ab 2013
Heitkamp trat ihr Mandat am 3. Januar 2013 an. Sie trat den Ausschüssen für Landwirtschaft und Indianerfragen bei und folgte damit der Tradition ihrer demokratischen Vorgänger Konrad und Dorgan, deren Rat sie häufig in Anspruch nimmt.
Mitte 2015 wurde sie in den Medien als Kandidatin für das Gouverneursamt ihres Bundesstaates gehandelt, das im November 2016 gewählt wurde. Heitkamp, deren Kandidatur das Rennen im republikanisch dominierten Bundesstaat völlig offen gemacht hätte, wurde als wichtige Stütze der Demokraten im US-Senat gesehen, um bei der Wahl 2018 wieder eine Mehrheit zu erlangen; sie gab im September 2015 bekannt, nicht für die Gouverneurswahl anzutreten. Heitkamp gilt als Vertreterin der politischen Mitte und wurde von den Republikanern und Donald Trump mehrfach umworben, etwa, um der 2017 beschlossenen Steuerreform überparteiliche Unterstützung zu verschaffen. Während des Präsidentschaftsübergangs lud sie der gewählte Präsident Trump in den Trump Tower; es wurde darüber spekuliert, ob er ihr einen Posten im Kabinett Trump I anbieten könnte. Heitkamp erklärte später, Trump habe sie gebeten, zu den Republikanern zu wechseln.
Bei der Senatswahl 2018 forderte sie der bisherige alleinige Vertreter des Bundesstaates im Repräsentantenhaus, der Republikaner Kevin Cramer, heraus; Beobachter gingen lange von einer völlig offenen Wahl aus. Überraschenderweise erhielt Heitkamp Wahlkampfunterstützung von der Lobbygruppe Americans for Prosperity, die den konservativen Koch-Brüdern nahesteht, weil sie sich für die teilweise Aufhebung des bankenregulierenden Dodd–Frank Act eingesetzt hatte. Im Juli erklärten die Brüder Koch, keine Wahlkampfunterstützung für Cramer zu leisten. Im Oktober 2018 lag Heitkamp gegen Cramer in mehreren Umfragen deutlich zurück und galt als gefährdetste zur Wahl stehende Senatorin der Demokraten. Obwohl die Mehrheit der Wähler North Dakotas demnach die Nominierung des konservativen, von Donald Trump vorgeschlagenen Richters Brett Kavanaugh für den Obersten Gerichtshof der Vereinigten Staaten unterstützte, stimmte sie gegen ihn. Daraufhin vergrößerte sich Cramers Vorsprung in den Umfragen weiter, aber Heitkamp gelang es, in den ersten 17 Tagen des Oktober über 12,4 Millionen Dollar an Spenden einzunehmen und 3000 neue Freiwillige für sich zu gewinnen. Heitkamp unterlag Cramer bei der Wahl mit 44,6 zu 55,4 Prozent der Stimmen und schied zum 3. Januar 2019 aus dem Senat aus.

### Nach dem Senat
Nach ihrem Ausscheiden aus dem Senat wurde Heitkamp Gastwissenschaftlerin an der Harvard University, Kommentatorin bei CNBC sowie Mitglied im Board des McCain Institute an der Arizona State University, eines überparteilichen Think Tanks, der von der Witwe des Namensgebers, Cindy McCain, geleitet wird. Im Mai 2024 wurde er in den Aufsichtsrat der Norfolk Southern Corporation gewählt.

## Positionen
Heitkamp gilt als moderate bis konservative Demokratin, die zuweilen gegen die Parteilinie stimmt. Teile der Gesundheitsreform Obamacare lehnte sie bei deren Verabschiedung 2010 ab, während sie Maßnahmen zur Regulierung des Waffenbesitzes ablehnt. Sie initiierte Gesetzgebung, um kleinen Unternehmen besseren Zugang zu Krediten des Bundes zu verschaffen, und setzt sich für die Anliegen von Indianern als eine ihrer wichtigsten Wählergruppen ein. Ihre Unterstützung für die in Donald Trumps erster Präsidentschaft durchgesetzte Pipeline Keystone XL gegen Umweltschutzbedenken sorgte bei den Ureinwohnern North Dakotas für Unmut, da diese Pipeline durch heilige Gebiete dieser Ureinwohner führt.